# Liste der Naturdenkmale in Bremm
Die Liste der Naturdenkmale in Bremm nennt die im Gemeindegebiet von Bremm ausgewiesenen Naturdenkmale (Stand 25. März 2024).

## Naturdenkmale
| Nr.         | Bezeichnung                             | Lage                                                   | Beschreibung                                                                                                | Bild                                    |
| ----------- | --------------------------------------- | ------------------------------------------------------ | --- | --------------------------------------- |
| ND-7135-376 | Heideport                               | westlich des Ortes; Abteilung Ober dem Heidenport Lage | durch Erosion entstandener Felsriegelbeiderseits des Geulbachs                                              | Direkt Bild zu diesem Denkmal hochladen |
| ND-7135-377 | Buchsbaumbestand am Südhang des Calmont | nördlich des Ortes am Steilhang des Calmont Lage       | Buxus sempervirens; flächenhaftes Naturdenkmal, ca. 5 ha in mehreren Teilflächen; teilweise zu Ediger-Eller | Fotos hochladen                         |